# Evropský pohár klubů v šachu
Evropský pohár klubů v šachu je hlavní evropská soutěž šachových klubů. Vznikla v Jugoslávii v roce 1956, kdy hrála čtyřčlenná družstva nultý ročník systémem každý s každým. Po dvacetileté pauze už byla družstva šestičlenná a pod hlavičkou FIDE se odehrál první ročník a další dva na něj navázaly v tříletých intervalech vyřazovacím systémem. Od roku 1982 se hrálo každé dva roky a od roku 1992 se hraje každý rok. Od roku 1996 se koná samostatný turnaj ženských družstev.

## Přehled turnajů
| Sezona    | Místo konání         | Zlato                            | Stříbro                        | Bronz                                           | Systém       | PD | PH  | PP   |
| --------- | -------------------- | -------------------------------- | ------------------------------ | ----------------------------------------------- | ------------ | -- | --- | ---- |
| 1956      | Bělehrad             | Partizan Bělehrad                | Einheit Ost Drážďany           | Hietzing Vídeň                                  | tabulka      | 9  | 44  | 144  |
| 1975-1976 | Solingen             | Burevestnik a SG Solingen        |                                | Lund ASK a Spartacus Budapešť                   | K.O.         | 20 | —   | —    |
| 1977-1979 | Bad Lauterberg       | Burevestnik                      | Volmac Rotterdam               | SG Solingen a Spartacus Budapešť                | K.O.         | 23 | —   | 264  |
| 1980-1982 | Budapešť             | Spartacus Budapešť               | Burevestnik                    | Tel-Aviv University a Slavia Sofia              | K.O.         | 24 | —   | 252  |
| 1983-1984 | Moskva               | Trud                             | Burevestnik                    | CE Vulcà Barcelona a Volmac Rotterdam           | K.O.         | 28 | —   | 312  |
| 1985-1986 | Moskva               | CSKA Moskva                      | Trud                           | Anderlecht Brusel a SK Rockaden Stockholm       | K.O.         | 28 | —   | 336  |
| 1987-1988 | Rotterdam            | CSKA Moskva                      | Honvéd Budapešť                | Volmac Rotterdam                                | K.O.+tabulka | 27 | —   | 348  |
| 1989-1990 | Solingen             | SG Solingen a CSKA Moskva        |                                | Taflfélag Reykjavíkur a Tigran Petrosjan Moskva | K.O.         | 29 | —   | 330  |
| 1991-1992 | Mnichov              | Bayern Mnichov                   | Poljot Čeljabinsk              | Hapoel Tel-Aviv a SG Solingen                   | K.O.         | 31 | —   | 288  |
| 1993      | Hilversum            | Lyon-Oyonnax                     | Honvéd Budapešť                | ŠK Bosna Sarajevo                               | tabulka+K.O. | 53 | —   | 390  |
| 1994      | Lyon                 | ŠK Bosna Sarajevo a Lyon-Oyonnax |                                | Novotronika-Donbass Alčevsk                     | tabulka+K.O. | 49 | 328 | 426  |
| 1995      | Lublaň               | Jerevan                          | Honvéd Budapešť                | Poljot-Kadyr Čeljabinsk                         | tabulka+K.O. | 54 | —   | 474  |
| 1996      | Budapešť             | TatTransGaz-Itil Kazaň           | ŠK Borovo Vukovar '91          | Sibekobank Novosibirsk                          | tabulka+K.O. | 49 | 338 | 564  |
| 1997      | Kazaň                | Laďa Azov                        | Polonia PKO BP Varšava         | Sberbank-Tatarstan Kazaň                        | tabulka+K.O. | 57 | —   | 528  |
| 1998      | Bělehrad             | Panfox Breda                     | Polonia PKO BP Varšava         | Beerševa Chess Club                             | tabulka+K.O. | 50 | —   | 432  |
| 1999      | Bugojno              | ŠK Bosna Sarajevo                | Agrouniverzal Zemun            | ŠK Kiseljak                                     | tabulka+K.O. | 49 | 327 | 474  |
| 2000      | Neum                 | ŠK Bosna Sarajevo                | Michajl Čigorin St. Petersburg | SV Ordina Breda                                 | švýcarský    | 34 | 251 | 714  |
| 2001      | Panormo              | Norilsky Nikel Norilsk           | Polonia Plus GSM Varšava       | Gazovik Ťumeň                                   | švýcarský    | 39 | 287 | 798  |
| 2002      | Kallithea            | ŠK Bosna Sarajevo                | Norilsky Nikel Norilsk         | Polonia Plus GSM Varšava                        | švýcarský    | 43 | 308 | 882  |
| 2003      | Rethymnon            | NAO Paris                        | Polonia Plus GSM Varšava       | ŠK Kiseljak                                     | švýcarský    | 45 | 307 | 924  |
| 2004      | Izmir                | NAO Paris                        | ŠK Bosna Sarajevo              | Laďa Kazaň                                      | švýcarský    | 36 | 264 | 756  |
| 2005      | Saint Vincent        | ŠK Tomsk-400                     | Polonia Plus GSM Varšava       | NAO Paris                                       | švýcarský    | 48 | 350 | 1008 |
| 2006      | Fügen                | ŠK Tomsk-400                     | Laďa Kazaň                     | Ural Sverdlovsk region                          | švýcarský    | 56 | 406 | 1176 |
| 2007      | Kemer                | CA Linex Magic Mérida            | Ural Sverdlovsk region         | ŠK Tomsk-400                                    | švýcarský    | 56 | 408 | 1176 |
| 2008      | Kallithea            | Ural Sverdlovsk region           | OSG Baden-Baden                | PVK Kyjev                                       | švýcarský    | 64 | 463 | 1344 |
| 2009      | Ohrid                | Ekonomist SGSEU Saratov          | MIKA Jerevan                   | Ural Sverdlovsk region                          | švýcarský    | 54 | 379 | 1134 |
| 2010      | Plovdiv              | Ekonomist SGSEU Saratov          | MIKA Jerevan                   | Ural Sverdlovsk region                          | švýcarský    | 49 | 344 | 1008 |
| 2011      | Rogaška Slatina      | Petrohrad                        | SOCAR Baku                     | G-Team Nový Bor                                 | švýcarský    | 62 | 440 | 1302 |
| 2012      | Ejlat                | SOCAR Baku                       | Petrohrad                      | ŠSM-64 Moskva                                   | švýcarský    | 34 | 244 | 714  |
| 2013      | Rhodos               | G-Team Nový Bor                  | Malachit Jekatěrinburg         | SOCAR Baku                                      | švýcarský    | 53 | 372 | 1092 |
| 2014      | Bilbao               | SOCAR Baku                       | G-Team Nový Bor                | Malachit Jekatěrinburg                          | švýcarský    | 52 | 367 | 1092 |
| 2015      | Skopje               | Siberia Novosibirsk              | SOCAR Baku                     | Měděný jezdec Petrohrad                         | švýcarský    | 50 | 364 | 1050 |
| 2016      | Novi Sad             | Alkaloid Skopje                  | Bronze Horseman St. Petersburg | ShSM Legacy Square Moscow                       | švýcarský    | 62 | 442 | 1302 |
| 2017      | Antalya              | Globus                           | Alkaloid Skopje                | Odlar Yurdu                                     | švýcarský    | 36 | 255 | 756  |
| 2018      | Porto Carras         | Měděný jezdec Petrohrad          | AVE Nový Bor                   | Moloďožka                                       | švýcarský    | 61 | 434 | 1260 |
| 2019      | Ulcinj               | Obiettivo Risarcimento Padova    | AVE Nový Bor                   | Měděný jezdec Petrohrad                         | švýcarský    | 66 | 457 | 1386 |
| 2021      | Stroga               | Měděný jezdec                    | AVE Nový Bor                   | Vugar Gašimov                                   | švýcarský    | 38 | 277 | 798  |
| 2022      | Mayrhofen, Zillertal | Novoborský šachový klub          | Clichy-Échecs-92               | Schachclub Viernheim 1934e.V.                   | švýcarský    | 70 | 502 | 1470 |